# وحيد الزمان الكيرانوي
وحيد الزمان الكيرانوي (1349 - 1415 هـ / 1930 - 1995 م) هو عالم مسلم، من أهل الهند.

## ترجمته
هو وحيد الزمان ابن مسيح الزمان ابن محمد إسماعيل ابن حسين أحمد. ولد في بلدة كيرانة بمديرية مظفر نغر بولاية أتر برديش. التحق بدار العلوم ديوبند سنة 1948 م.

## آثاره
من تصانيفه:
- «جواهر المعارف».
- «القراءة الواضحة»، في ثلاثة أجزاء.
- القاموس الجديد، عربي أردو.[3]